# Dušan Petrović
Pour les articles homonymes, voir Petrović.
Dušan Petrović (en serbe cyrillique : Душан Петровић ; né le 8 septembre 1966 à Šabac) est un avocat et un homme politique serbe. Ancien membre du Parti démocratique (DS), ancien ministre, exclu du DS en janvier 2013, il est « sans étiquette ». Il est président du groupe parlementaire « Ensemble pour la Serbie » à l'Assemblée nationale de la république de Serbie.

## Biographie
Dušan Petrović naît à Šabac le 8 septembre 1966. Il effectue ses études élémentaires et secondaires dans sa ville natale puis suit les cours de la Faculté de droit de l'université de Belgrade, dont il sort diplômé. De 1992 à 2000, il travaille comme avocat.
Sur le plan politique, à partir de 1992, Dušan Petrović est membre du Parti démocratique (DS). En 2000, il est élu président de l'assemblée municipale de Šabac et, de 2000 à 2004, il est député à l'Assemblée nationale de la république fédérale de Yougoslavie (SRJ). Aux législatives serbes du 28 décembre 2003, il figure sur la liste du DS qui recueille 12,58 % des suffrages et envoie ainsi 37 représentants à l'Assemblée nationale de la république de Serbie ; Dušan Petrović, élu député, devient le président du groupe parlementaire du DS et l'un des vice-présidents de l'Assemblée.
En mars 2006, il est élu vice-président du Parti démocratique.
Aux élections législatives du 21 janvier 2007, Dušan Petrović figure à nouveau sur la liste du Parti démocratique, qui obtient 22,71 % des suffrages et 64 députés, ce qui lui vaut de renouveler son mandat parlementaire. En revanche, le 15 mai 2007, Dušan Petrović devient ministre de la Justice du second gouvernement de Vojislav Koštunica ; il remplit cette fonction jusqu'au 7 juillet 2008.
La réélection de Boris Tadić à la présidence de la République le 20 janvier 2008 est suivie d'élections législatives anticipées qui ont lieu le 11 mai.  Dušan Petrović figure sur la liste de la coalition Pour une Serbie européenne soutenue par le président ; la liste commune obtient 38,4 % des suffrages et envoie 102 représentants à l'Assemblée. Petrović ne figure pas sur la liste des députés de cette législature ; en revanche, le 14 mars 2011, il devient ministre de l'Agriculture, du commerce, des forêts et de la gestion de l'eau dans le second gouvernement de Mirko Cvetković et se maintient dans cette fonction jusqu'au 27 juillet 2012.
Lors des élections législatives du 6 mai 2012, Dušan Petrović participe à la coalition Un choix pour une vie meilleure, soutenue par Tadić, le président sortant. La liste recueille 863 294 voix, soit 22,06 % des suffrages, ce qui lui vaut 67 sièges à l'Assemblée ; Petrović est réélu député du Parti démocratique.
La défaite de Tadić à l'élection présidentielle de la même année provoque une crise politique au sein du DS, désormais présidé par Dragan Đilas. À la fin de 2012, le nouveau président du parti demande à Dušan Petrović de renoncer à son mandat parlementaire. Le 31 janvier 2013, le comité central du parti exclut Dušan Petrović pour avoir enfreint la discipline du parti, ; l'ancien ministre des Affaires étrangères, Vuk Jeremić, est également exclu en février. Petrović forme à l'Assemblée un nouveau groupe politique, appelé « Ensemble pour la Serbie », dont il prend la tête et qui est notamment constitué de membres dissidents du DS, Miodrag Đidić, Milovan Marković, Boško Ristić et Nebojša Zelenović,.
À l'Assemblée, en plus de sa fonction de président de groupe, Dušan Petrović participe aux travaux de la Commission de l'économie, du développement régional, du commerce et de l'énergie.